# Ute Freudenberg

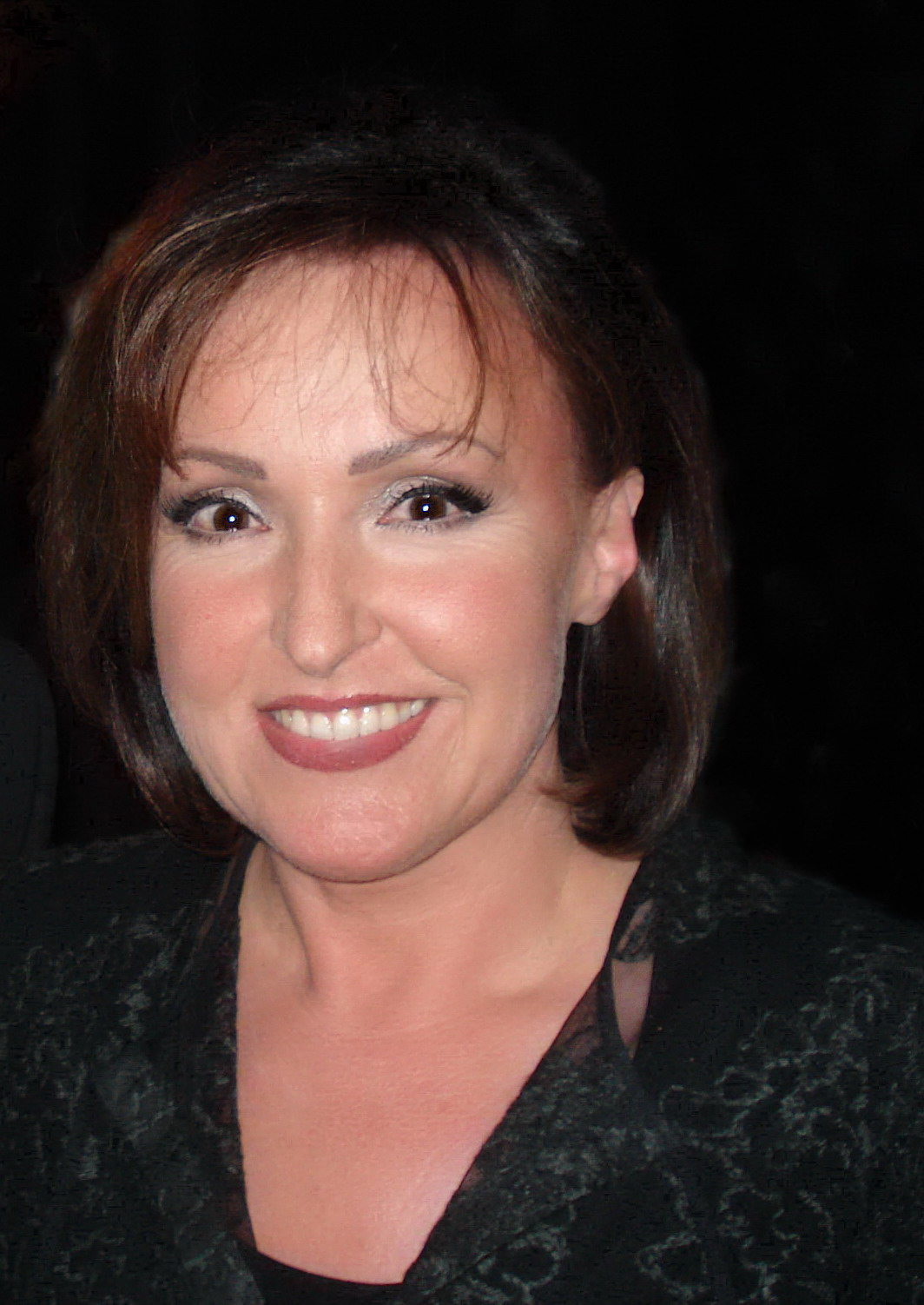
Ute Freudenberg bei der Verleihung der Goldenen Henne 2009

Ute Freudenberg (* 12. Januar 1956 in Weimar; zeitweiliger Künstlername Heather Jones) ist eine deutsche Rock-, Pop- und Schlagersängerin. Ihren musikalischen Durchbruch hatte sie 1980 mit der Rockband Elefant durch das Lied Jugendliebe, das zu den „Klassikern der DDR-Rock- und Popgeschichte“ zählt.

## Leben und Werk

### Herkunft und Ausbildung
Sie wurde im 1956 eingemeindeten Ortsteil Schöndorf von Weimar in Thüringen geboren. Ihr Vater war während der Nazi-Herrschaft im KZ Buchenwald inhaftiert. Ute Freudenberg wurde 1971 im Alter von 15 Jahren im Zentralen Pionierlager (heute Ferienpark Feuerkuppe) in Straußberg nahe Sondershausen als Gesangstalent entdeckt. 1972 setzte sie sich mit fünf weiteren Mädchen in einem Nachwuchswettbewerb für weibliche Musiktalente durch. Im selben Jahr hatte sie ihren ersten Fernsehauftritt bei Sechs Mädchen und Musik. Von 1972 bis 1977 studierte sie an der Franz-Liszt-Musikhochschule in ihrer Heimatstadt.

### 1976–1999: Durchbruch, Emigration und Erfolge
1976 war Freudenberg Gründungsmitglied der Rockband Elefant, die zwei LPs und zwölf Singles veröffentlichte. Der Durchbruch gelang ihr 1980 mit der gemeinsamen Singleauskopplung Jugendliebe, das später zu den „Klassikern der DDR-Rock- und Popgeschichte“ avancierte. Weitere Hits zu DDR-Zeiten waren Wie weit ist es bis ans Ende dieser Welt?, Und wieder wird ein Mensch geboren und Es gibt für mich kein fremdes Leid im Duett mit Wolfgang Ziegler. Von 1980 bis 1984 wurde sie vier Mal zur beliebtesten Sängerin der DDR gewählt.
1984 kehrte sie nach einem Fernsehauftritt in der Aktuellen Schaubude in Hamburg nicht in die DDR zurück. Sie übersiedelte nach Düsseldorf, arbeitete als Studiosängerin und hatte Auftritte in den Niederlanden und auf Kreuzfahrtschiffen. 1988 sang sie unter dem Künstlernamen Heather Jones das Titellied This was the last time zur Tatort-Folge Pleitegeier. 1990 erschien die Single Ein Tag wie heut' , die deutsche Version des Whitney-Houston-Hits One Moment in Time. 1994 erschien ihr Album Und da fragst Du noch. Von 1994 bis 1996 trat Ute Freudenberg in vielen Fernsehsendungen auf.
1996 gründete sie die Ute-F.-Live-Band in der folgenden Besetzung: Micki Schläger (Keyboard), Manfred Schermuly (Schlagzeug), Thomas Hödtke (Bass), Ralf Rudnik (Gitarre). 1997 kam ihr Album Land in Sicht auf den Markt. Anlässlich ihres 25-jährigen Bühnenjubiläums feierte sie in Erfurt ein Galakonzert mit vielen Künstlerkollegen wie der Band Karat. Mit Wolfgang Ziegler sang sie das Titellied Es gibt für mich kein fremdes Leid zur gleichnamigen José-Carreras-Gala in der ARD. 1999 erschien die CD Jubilee.

### Seit 2000: Weitere Karriere

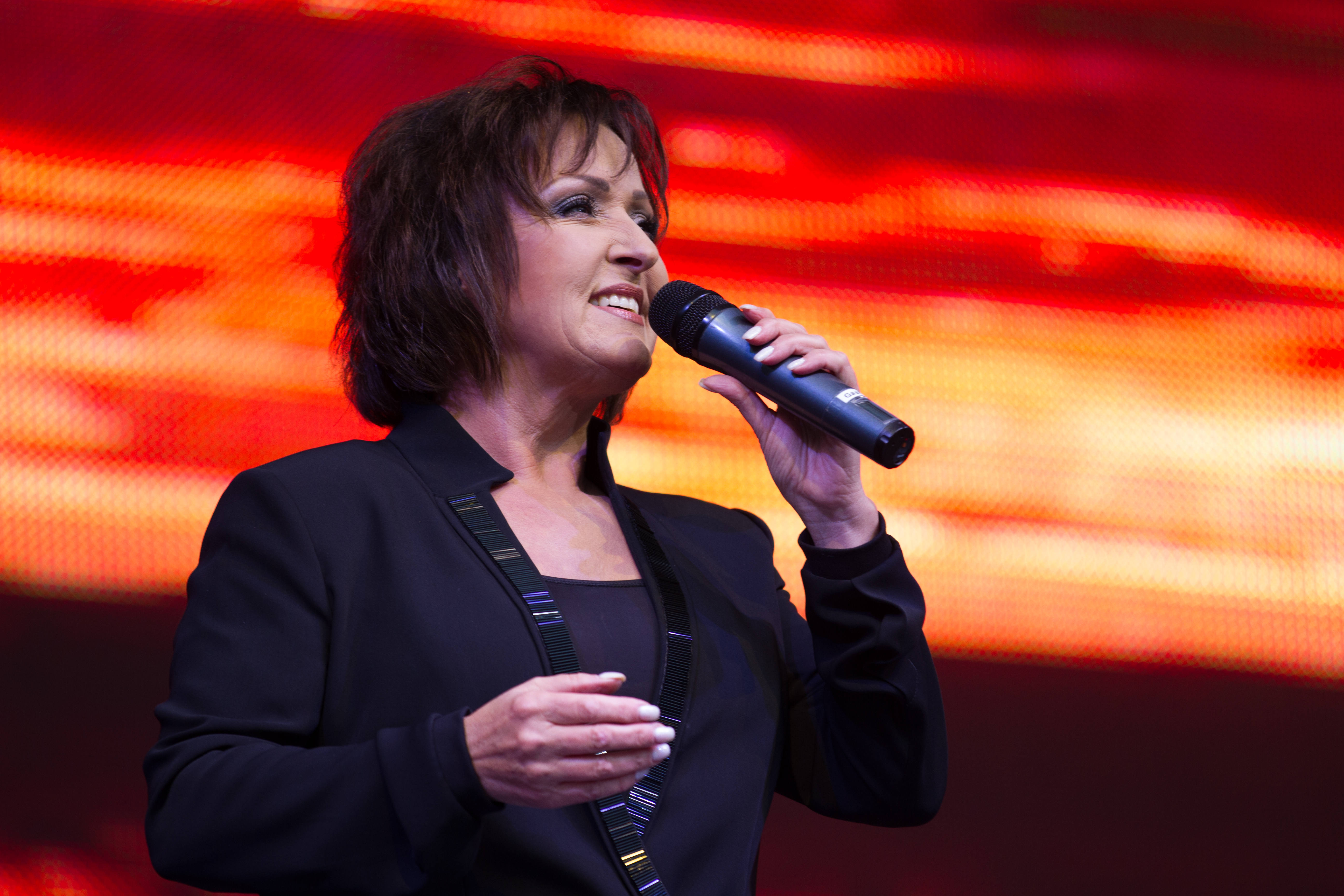
Ute Freudenberg in der Berliner Waldbühne beim 40. Geburtstag von Karat, 2015

2000 moderierte Ute Freudenberg die 90-minütige MDR-Fernsehsendung Ich liebe jede Stunde anlässlich des 25-jährigen Bühnenjubiläums von Karat. Im Oktober erschien das Album Träumerland mit Titeln wie Dankbar für jeden Tag und Weil wir Freundinnen sind.
Am 23. März 2002 feierte Ute Freudenberg ihr 30-jähriges Bühnenjubiläum mit ihrer Band und zahlreichen Gästen in Weimar. Es folgten viele TV-Auftritte und 2003 die OSTival-Tour zusammen mit den Puhdys und City. Das Album Im Namen der Liebe erschien, produziert von Franz Bartzsch und Bodo Kommnick. Im Oktober 2006 erschien das Album Puppenspieler, das wieder in Zusammenarbeit mit Utes Stammautoren wie Franz Bartzsch, Herbert Stanzius und Kirsten Steineckert entstand. Im Dezember 2006 wurde Ute Freudenberg als erfolgreichste Thüringer Künstlerin mit dem Herbert-Roth-Preis des Landes Thüringen ausgezeichnet. Ab Sommer 2007 war Ute Freudenberg mehrfach im Rahmen der Ostrock-in-Klassik-Touren mit den Puhdys, Karat, Silly, Veronika Fischer, Werther Lohse von Lift, Dirk Michaelis sowie dem Filmorchester Babelsberg unterwegs, bei der die Künstler zahlreiche alte Hits in neuem Gewand darboten. 2011 schaffte sie es im Duett mit Christian Lais mit dem Titel Auf den Dächern von Berlin bis auf Platz 1 der deutschen Radio-Schlagercharts. In den Singleverkaufscharts notierte der Titel in der ersten Woche auf Platz 25. Gemeinsam war das Duo für einen Echo 2012 nominiert.
Zusammen mit Christian Lais veröffentlichte Ute Freudenberg 2016 mit Lebenslinien ein gesellschaftskritisches und politisches Album. Es behandelt Themen wie Menschlichkeit („Für den Frieden unsrer Zeit“), Umweltschutz („Ihr Kinder von Morgen“) und Wahlen („Bis nach der Wahl“).

### Privates
Am 15. März 1984 heiratete Ute Freudenberg den 13 Jahre älteren Stuntman Peter Pieper, von dem sie sich 2010 trennte. 1996 zog sie von Düsseldorf zurück nach Thüringen. 2012 erschien ihre zusammen mit Christine Dähn geschriebene Autobiographie Jugendliebe – Die Biografie im Verlag Neues Leben in Berlin. Im Februar 2022 gab Freudenberg bei der Talkshow Riverboat bekannt, dass sie an Parkinson erkrankt sei. Im Dezember 2023 fand im Theater Weimar ein Abschiedskonzert statt, zu dem zahlreiche Freunde, Musiker und Bandkollegen eingeladen worden waren.

## Diskografie (Alben)
Mit der Gruppe Elefant
- 1980: Jugendliebe (Amiga)
- 1982: Alles oder nichts (Amiga)

Solo-Alben
- 1994: Und da fragst du noch?
- 1997: Land in Sicht
- 1999: Jubilee
- 2000: Träumerland
- 2002: Ich hab' noch lange nicht genug
- 2003: Im Namen der Liebe
- 2006: Puppenspieler
- 2009: Das ist Leben
- 2011: Ungeteilt (Duett-Album mit Christian Lais)
- 2012: Willkommen im Leben
- 2013: Spuren von uns (Duett-Album mit Christian Lais)
- 2015: Alles okay
- 2016: Lebenslinien (Duett-Album mit Christian Lais)
- 2017: Best Of (Duett-Album mit Christian Lais)
- 2019: Ich weiß wie Leben geht

Videoalben
- 2003: Ich hab noch lange nicht genug – 30 Jahre Ute Freudenberg
- 2012: 40 Jahre: Das Jubiläumskonzert

## Auszeichnungen
- 1975: Nachwuchspreis bei den Chansontagen der DDR[12]
- 1998: Goldene Henne in der Kategorie Medienpreis
- 1999: Braunschweiger Karnevalsverein: Orden Till – der Schelm – ein Mensch
- 2006: Herbert-Roth-Preis
- 2008: Bundesverdienstkreuz am Bande für ihr Engagement als Schirmherrin der McDonald’s Kinderhilfe
- 2010: Faustorden des Handwerker Carnevalsverein Weimar
- 2021: Schlager Radio-Preis fürs Lebenswerk[13]
- 2023: Goldene Henne für ihr Lebenswerk